# رسالة يعقوب

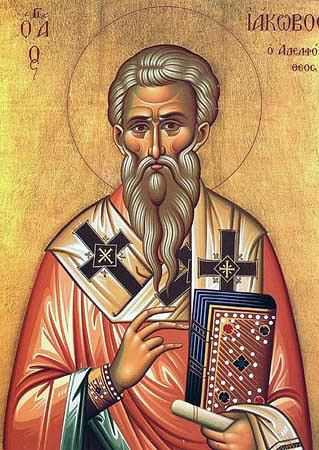
العلامة يعقوب

رسالة يعقوب هي إحدى أسفار العهد الجديد التي تصنف ضمن رسائل الكاثوليكون، الرسالة موجهة من «يعقوب عبد الله والرب يسوع المسيح إلى الإثني عشر سبطًا في الشتات»، أي أنها كتبت للمسيحيين الذين ينحدرون من أصل يهودي وينتمون لأسباط إسرائيل أو بحسب آراء أخرى لبعض باحثي الكتاب المقدس قد كتبت لجميع المسيحيين حتى الذين هم من غير الجنس اليهودي فهؤلاء أيضًا يحسبون منتمين للأسباط انتماءً روحيًا وبكل الأحوال فهم مشتتين في كل مكان.

## كاتب الرسالة
يقدم كاتب الرسالة نفسه في مطلعها باسم (يعقوب)، وكان آباء الكنيسة قد أجمعوا منذ القرن الثاني الميلادي على أن يعقوب هذا هو يعقوب البار الملقب بأخو الرب – أخو يسوع –  وأسقف كنيسة أورشليم، من أشهر هؤلاء الآباء أوسابيوس القيصري وإكليمندس الإسكندري، ويخلط الكثيرون بينه وبين يعقوب بن حلفى أحد رسل المسيح حتى أنهم ينسبون الرسالة لهذا الأخير.
ولكن من شبه المؤكد لدى شرَّاح الكتاب المقدس بأن الكاتب ليس يعقوب الكبير تلميذ المسيح لأنه قتل عام 42 م أو 44 م، وفي ذلك الوقت لم تكن الكنائس منظمة بعد لكي يبعث لها برسائل تعليمية أو رعوية وغيرها.
ويعتقد البعض بأن كاتب هذا السفر هو مسيحي ذو خلفية هيلينية كتب هذه الرسالة ليس قبل عام 70 م أشبعها بروح أقوال يعقوب أخو الرب وأضاف فيها أيضا شيئا من فكره الخاص.
ويعتقد أخرون بأن هذا السفر كان في الأصل رسالة يهودية وقعت في يد مسيحيين فحولوا وأزادو فيها حتى أوصلوها إلى مايؤمنون به بهذا الشكل، ولكن هذا الرأي ذو سند ضعيف فأقدم المخطوطات التي اكتشفت لهذه الرسالة هي كالنص الموجود في العهد الجديد اليوم.
من المرجح أنها كتبت عام 60 م أو 61 م.

## علاقة الرسالة بالأسفار الأخرى
تكثر في هذا السفر النصائح العملية حول الحياة المسيحية الإيمانية بشكل مشابه لموعظة يسوع على الجبل مما دفع البعض للاعتقاد بأن هذه الرسالة عبارة عن مجموعة من تعاليم للمسيح جمعها الكاتب وصاغها في هذه الرسالة، ومن ناحية أخرى يربط الكثيرين بين مضمون الرسالة وخلاصة رسالة بطرس الأولى وأيضا مع مضمون سفري الحكمة ويشوع بن سيراخ وهما من الأسفار الأبوكريفا السبعة.
يذهب البعض إلى أن هذه الرسالة تعارض ما ماورد في رسالة بولس الرسول إلى أهل رومية حول قضية الخلاص، فهذه الرسالة تشدد على أهمية الأعمال لنيل الخلاص بينما ينادي بولس في رسالته المذكورة سابقا بالإيمان شرطا أساسيا لنيل المغفرة والخلاص من الخطايا، ولكن بشكل عام ينزع شرَّاح الكتاب المقدس المسيحيين إلى نفي هذا التعارض ويؤكدون على أهمية كلاً من الأعمال والإيمان لتحقيق شروط الخلاص بما يعرف بذبيحة المسيح ويؤكدون أن «الأعمال» التي يتكلم عنها يعقوب في رسالته ليست هي الأعمال الناموسية اليهودية القائمة على التبرير الذاتي بل أعمال المحبة المسيحية المرتكزة أساسا على استحقاقات الفداء.

## أقسام الرسالة
- الإصحاح الأول : الثبات في مواجهة المحن والتجارب.
- الإصحاح الثاني : الإيمان والأعمال.
- الإصحاح الثالث : ضبط اللسان وأنواع الحكمة
- الإصحاح الرابع : الخضوع لله لمقاومة الشهوات الشريرة.
- الإصحاح الخامس : الوعيد للأغنياء الجشعين وتشجيع المؤمنين على الصبر في الضيقات.

## مواضيع ذات صلة
- رسائل الكاثوليكون
- يعقوب البار

## مواقع خارجية
- مؤلفات الخوري بولس الفغالي
- تفسير العهد الجديد-القمص تادرس يعقوب الملطي